# 126-я стрелковая дивизия (2-го формирования)
126-я стрелковая Горловская дважды Краснознамённая ордена Суворова дивизия — воинское соединение РККА в Великой Отечественной войне.
Условное наименование формирования — войсковая часть полевая почта № 31510, и сокращённое действительное наименование применяемое в рабочих документах — 126 сд.

## История

Сражение за Абганерово. Август 1942 года.

126-я стрелковая дивизия (2-го формирования) — начала формироваться 1 сентября 1941 года на станции Мучная, Приморского края (вероятно) как Ворошиловская стрелковая дивизия 25-й армии Дальневосточного фронта. Вероятно, в январе 1942 переименована в 126-ю стрелковую дивизию (2-го формирования). С февраля 1942 входит в состав 39-го стрелкового корпуса этой же армии.
Период вхождения в действующую армию: 28 июля 1942 года — 19 мая 1944 года, 8 июля 1944 года — 9 мая 1945 года.
С 11 июля 1942 года дивизия перебрасывается на запад.
126-я стрелковая дивизия 2-го формирования принимала участие в Сталинградской битве. Дивизия прибыла с Дальневосточного фронта (ДВФ) в распоряжение командующего 64-й армией генерала М. С. Шумилова и с 4 августа 1942 года вступила в бой с прорвавшейся группировкой противника из-за Дона в районе станции Абганерово. В течение 25 дней августа месяца она вела кровопролитные бои, части дивизии попадали в окружение, причём за это время дивизия не пополнялась ни личным составом, ни вооружением, потеряв за этот период 60 % своего личного состава.
Несмотря на недостаток личного состава и вооружения, и для прикрытия отхода 64-й армии, командующий выделил именно 126-ю стрелковую дивизию под командованием полковника В. Е. Сорокина.
С тяжёлыми потерями бойцы дивизии держались на своих позициях у села Тебектенерово и только к вечеру 30 августа начали отход с боями на Сталинград. Штаб дивизии практически полностью погиб в районе станции Абганерово Светлоярского района Волгоградской области, место его гибели в июле 2005 года было обнаружено поисковиками казачьего отряда «Стальное пламя»: в балке Дубовой найдено и раскопано более 20 блиндажей с останками 40 погибших офицеров, личное оружие, портфель с документами и печатями дивизии. Тяжелораненый командир дивизии попал в плен. Временное командование дивизией принял на себя заместитель командира дивизии по тылу майор Голова. Насчитывала дивизия — 340 человек (на 31 августа — 1 сентября 1942 года). Таким образом, ценой своей гибели бойцы дивизии выполнили поставленную перед ними задачу, обеспечили отрыв 64-й армии от сильного противника и дали войскам возможность зацепиться за внутренний обвод и организовать силы.
С 20 октября 1942 года дивизия перешла в наступление. Не получая пополнения, она развивая успех на Ростов, заняла станицу Пролетарская, Ольгинская, Аксайская и подошла к р. Миус в районе Ряниная. В боях за Ряниная потери до 70 % личного состава.
10 ноября 1942 года дивизия перешла в подчинение 51 армии.
За период, этих наступательных боёв, дивизия освободила свыше 80 населённых пунктов, затем приняла участие в Донбасской операции (13 августа — 22 сентября 1943 г).
На рассвете 4 сентября 1943 года главные силы 51-й армии были на рубеже реки Склевая. С юго-востока в Горловку ворвалась 126-я стрелковая дивизия под командованием полковника А. И. Казарцева и 271-я стрелковая дивизия К концу дня город был освобождён. В соответствии с Приказом Верховного Главнокомандующего от 8 сентября 1943 года № 9, в ознаменование одержанной победы отличившиеся в боях за овладение Донбассом 126-я и 271-я стрелковые дивизии стали именоваться Горловскими.
В период с 26 сентября по 5 ноября 1943 года по завершении Донбасской операции проводилась Мелитопольская операция. В октябре 1943 года дивизия штурмовала Мелитополь. 23 октября 1943 года 126-я стрелковая дивизия и 54-й ск освободили город Мелитополь. Указом Президиума Верховного Совета СССР 126-я Горловская стрелковая дивизия награждена Орденом Красного Знамени. 13 воинов дивизии были удостоены звания Героя Советского союза.
Весной 1944 года войска 4-го Украинского фронта начали Крымскую наступательную операцию. 8 апреля 1944 года началось освобождение Крымского полуострова от немецко-фашистских захватчиков, военная операция продлилась 35 дней. В ходе кровопролитных боёв, в результате которых город Армянск несколько раз переходил от захватчиков к освободителям, город был освобождён бойцами 126-й Горловской дивизии 51 армии уже к концу первого дня наступления.
15—16 апреля 2-я гвардейская, 51-я, а двумя днями позже и Отдельная Приморская армии подошли к внешнему оборонительному рубежу немецких укреплений под Севастополем и освободили Балаклаву. Первая попытка советских войск взять с ходу Севастополь 23 апреля не увенчалась успехом. Тогда началась перегруппировка и подготовка советских войск, которая продолжалась до 5 мая.
24 апреля 1944 года Указом Президиума Верховного Совета СССР за отличные боевые заслуги в боях и освобождение города Армянска, укрепрайона Ишунь, города Саки и других населённых пунктов 126-я сд награждена Орденом Суворова II степени.
9 мая в 8 часов утра начался общий штурм Севастополя.126-я сд совместно с другими частями Приморской армии вела ожесточённые бои за освобождение северной части города Севастополя и Малахова Кургана и полностью очистили его от противника к вечеру 9 мая.12 мая немецко-фашистские войска были сброшены в море.
23 мая 1944 года 126-я сд и 54-й ск покидают Крым и передислоцируются по ж/д через Херсон под Смоленск, где доукомплектовываются личным составом, вооружением и боевой техникой.
24 мая 1944 года Указом Президиума Верховного Совета СССР за активное участие в штурме города Севастополя 126-я Горловская Краснознамённая ордена Суворова II степени стрелковая дивизия награждается вторым орденом Красного Знамени. Три воина дивизии удостоены звания Героя Советского Союза.
16 августа 1944 года 126-я сд и 54-й ск совершив форсированный марш заняли оборону и вели бои в районе города Шяуляй, и освободили его.
12 января 1945 года гром артиллерийской подготовки возвестил о начале генерального наступления Красной Армии на берлинском направлении.
Одновременно с Висло-Одерской операцией 12 января 1945 года началась и Восточно-Прусская.
6 апреля 1945 года пришёл черёд Кёнигсберга. Этот город представлял собой настоящую долговременную цитадель. Кровопролитные, невероятно жестокие бои продолжались четверо суток. Невзирая на тяжёлые потери, наши войска упорно продвигались в глубь цитадели. Утром 9 апреля начался общий штурм Кёнигсберга 126-я сд и 54-й ск участвовали в штурме города, штурмовали центр города. В итоге Кёнигсберг был взят, в плен сдались 92 тысячи солдат и офицеров противника. Звание Героя Советского Союза за героизм, проявленный в боях при штурме Кёнигсберга присвоено 24-м воинам 126-й сд.
5 мая 1945 года 126-я сд и 54-й ск принимали боевое участие в ликвидации группировки немецких войск в нижнем течении реки Висла, восточнее города Данцига (ныне — Гданьск).

## Послевоенная история
10 июля 1945 года, в соответствии с директивой Ставки Верховного Главнокомандования № 11097 от 29 мая 1945 года, 126-я стрелковая дивизия, в составе 54-го стрелкового корпуса 43-й армии вошла в Северную группу войск, с местом дислокации город Данциг, Польской Народной Республики.
25 декабря 1945 года 126-я стрелковая дивизия в полном составе на ж/д станции Ястров (Померания) была погружена в эшелоны и передислоцирована в Крым, где оставаясь в составе 54-го стрелкового корпуса вошла в подчинение Таврического военного округа, со штабом в городе Симферополь, где была преобразована в 28-ю механизированную Горловскую дважды Краснознамённую ордена Суворова дивизию (в/ч 19756). В апреле 1956 года дивизия вошла в состав 45-го особого стрелкового корпуса Одесского военного округа.
В 1957 году 28-я механизированная дивизия была преобразована в 101-ю мотострелковую Горловскую дважды Краснознамённую ордена Суворова дивизию, приказом министра обороны СССР от 17 ноября 1964 года № 00147, дивизии вернули её исторические номера военного времени — 126-я дивизия.
В марте 1967 года, в связи с убытием управления 45-го армейского корпуса, 126-я мотострелковая дивизия (в/ч 19756) была передана в состав 32-го армейского корпуса Одесского военного округа.
В ходе учений "Юг-83" прошло ночное учение морских десантных сил, в ходе которого 810-я отдельная гвардейская бригада морской пехоты высаживалась с одновременной выброской крупного воздушного десанта парашютным способом (881-й одшб и 888-й орб) и выполнила боевые стрельбы из всех видов оружия. В учении задействовано 1987 человек личного состава и 381 единиц техники. Из запаса было призвано 420 человек резервистов.
810-я обрмп высаживалась на широком (15 км) фронте сразу на 2-х участках: в районе озера Узунларское и в урочище Печки, южнее села Заветное на юго-востоке Керченского полуострове. В качестве основного десанта задействованы части 126-й мотострелковой дивизии 32-го армейского корпуса ОдВО. По легенде учения после «захвата» плацдарма бригада выведена в резерв, «восстановила» боеспособность и получала новую задачу: форсировать Керченский пролив. Усиленная рота морской пехоты, командир – капитан Кованев, выделенная в передовой отряд, форсировала на БТР Керченский пролив в широкой его южной части.
1 декабря 1989 года была передана в состав Краснознамённого Черноморского флота и преобразована в 283-ю Горловскую дважды Краснознамённую ордена Суворова дивизию береговой обороны ЧФ РФ. Передача в состав ВМФ сопровождалась усилением вооружения дивизии. 3 января 1990 года дивизии был восстановлен её номер 126.
В 1996 году по настоянию руководства Украины 126-я Горловская дважды Краснознамённая ордена Суворова дивизия береговой обороны ЧФ РФ была расформирована.

## Состав
- управление
- 366-й стрелковый полк,
- 550-й стрелковый полк,
- 690-й стрелковый полк,
- 358-й артиллерийский полк,
- 265-й отдельный истребительно-противотанковый дивизион,
- 168-я (165-я) зенитная артиллерийская батарея (до 30.04.1943),
- 191-й миномётный дивизион (до 14.12.1942),
- 198-я отдельная разведывательная рота (198-й разведывательный батальон),
- 376-й (175-й)отдельный сапёрный батальон,
- 233-й отдельный батальон связи (327-я отдельная рота связи),
- 212-й медико-санитарный батальон,
- 266-я отдельная рота химической защиты,
- 141-я автотранспортная рота[11],
- 280-я полевая хлебопекарня,
- 991-й дивизионный ветеринарный лазарет,
- 1728-я полевая почтовая станция,
- 139-я (1120-я) полевая касса Госбанка[2]

## Командование

### Командиры
- Сорокин, Владимир Евсеевич (01.09.1941 — 29.08.1942), полковник (попал в плен 29.08.1942, находился в концлагере № 277);
- Куропатенко, Дмитрий Семёнович (03.09.1942 — 04.12.1942), полковник;
- Романов, Вениамин Семёнович (05.12.1942 — 07.01.1943), полковник;
- Сычёв, Константин Васильевич (08.01.1943 — 04.03.1943), полковник;
- Казарцев, Александр Игнатьевич (05.03.1943 — 10.06.1944), полковник, с 15.09.1943 генерал-майор;
- Казаков, Александр Игнатьевич (11.06.1944 — 14.10.1944), полковник;
- Василенко, Иван Иванович (15.10.1944 — 20.01.1945), полковник;
- Сафронов, Фёдор Андреевич (21.01.1945 — 09.05.1945), полковник[12]

### Заместители командира дивизии по строевой части
- Казаков Александр Игнатьевич (??.08.1943 — 10.06.1944), полковник

### Военные комиссары (с 9.10.1942 заместители командира дивизии по политической части)
- Владыченко Емельян Спиридонович (01.09.1941 — 29.08.1942), старший батальонный комиссар;
- Дюжилов Фёдор Иванович (10.09.1942 — 25.12.1942), старший батальонный комиссар, с 13.11.1942 подполковник;
- Левин Григорий Михайлович (10.01.1943 — 16.04.1943), подполковник;
- Григорьев, Яков Никитич (16.04.1943 — 16.06.1943), полковник[13]

### Начальники штаба
- Мельников Михаил Карпович (1943—1945), полковник

### Начальники политотдела, с 06.1943 он же заместитель командира по политической части
- Макаров Николай Фирсович (01.09.1941 — 25.09.1942), батальонный комиссар;
- Шкаев Константин Ксенофонтович (06.10.1942 — 12.12.1942), старший политрук, с 3.11.1942 майор;
- Шумилов Тит Иванович (19.12.1942 — 17.05.1943), подполковник;
- Григорьев Яков Никитич (16.06.1943 — 02.12.1944), полковник;
- Карасёв Николай Егорович (02.12.1944 — 26.02.1945), полковник;
- Михайленко Николай Григорьевич (26.02.1945 — 05.06.1946), подполковник[13]

## Вышестоящие формирования
| Подчинение 126-й стрелковой дивизии (2-го формирования) в период Великой Отечественной войны | Подчинение 126-й стрелковой дивизии (2-го формирования) в период Великой Отечественной войны | Подчинение 126-й стрелковой дивизии (2-го формирования) в период Великой Отечественной войны | Подчинение 126-й стрелковой дивизии (2-го формирования) в период Великой Отечественной войны | Подчинение 126-й стрелковой дивизии (2-го формирования) в период Великой Отечественной войны |
| Дата                                                                                         | Фронт (округ)                                                                                | Армия                                                                                        | Корпус                                                                                       |                                                                                              |
| -------------------------------------------------------------------------------------------- | -------------------------------------------------------------------------------------------- | -------------------------------------------------------------------------------------------- | -------------------------------------------------------------------------------------------- | -------------------------------------------------------------------------------------------- |
| 01.02.1942 года                                                                              | Дальневосточный фронт                                                                        | 25-я армия                                                                                   | 39-й стрелковый корпус                                                                       |                                                                                              |
| 01.08.1942 года                                                                              | Сталинградский фронт                                                                         |                                                                                              |                                                                                              |                                                                                              |
| 01.09.1942 года                                                                              | Юго-Восточный фронт                                                                          | 64-я армия                                                                                   |                                                                                              |                                                                                              |
| 01.10.1943 года                                                                              | Сталинградский фронт                                                                         | 64-я армия                                                                                   |                                                                                              |                                                                                              |
| 01.12.1942 года                                                                              | Сталинградский фронт                                                                         | 51-я армия                                                                                   |                                                                                              |                                                                                              |
| 01.01.1943 года                                                                              | Южный фронт                                                                                  | 51-я армия                                                                                   |                                                                                              |                                                                                              |
| 01.05.1943 года                                                                              | Южный фронт                                                                                  | 5-я ударная армия                                                                            |                                                                                              |                                                                                              |
| 01.09.1943 года                                                                              | Южный фронт                                                                                  | 5-я ударная армия                                                                            | 55-й стрелковый корпус                                                                       |                                                                                              |
| 01.10.1943 года                                                                              | Южный фронт                                                                                  | 5-я ударная армия                                                                            | 10-й стрелковый корпус                                                                       |                                                                                              |
| 01.11.1943 года                                                                              | 4-й Украинский фронт                                                                         | 51-я армия                                                                                   | 54-й стрелковый корпус                                                                       |                                                                                              |
| 01.03.1944 года                                                                              | 4-й Украинский фронт                                                                         | 2-я гвардейская армия                                                                        | 54-й стрелковый корпус                                                                       |                                                                                              |
| 01.06.1944 года                                                                              | Резерв Ставки ВГК                                                                            | 2-я гвардейская армия                                                                        | 54-й стрелковый корпус                                                                       |                                                                                              |
| 01.08.1944 года                                                                              | 1-й Прибалтийский фронт                                                                      | 2-я гвардейская армия                                                                        | 54-й стрелковый корпус                                                                       |                                                                                              |
| 01.12.1944 года                                                                              | 1-й Прибалтийский фронт                                                                      | 43-я армия                                                                                   | 54-й стрелковый корпус                                                                       |                                                                                              |
| 01.02.1945 года                                                                              | 3-й Белорусский фронт                                                                        | 43-я армия                                                                                   | 54-й стрелковый корпус                                                                       |                                                                                              |
| 01.03.1945 года                                                                              | 3-й Белорусский фронт                                                                        | 39-я армия                                                                                   | 54-й стрелковый корпус                                                                       |                                                                                              |
| 01.04.1945 года                                                                              | 3-й Белорусский фронт                                                                        | 43-я армия                                                                                   | 54-й стрелковый корпус                                                                       |                                                                                              |
| 01.05.1945 года                                                                              | 2-й Белорусский фронт                                                                        | 43-я армия                                                                                   | 54-й стрелковый корпус                                                                       |                                                                                              |

## Награды и почётные наименования
| Награда (наименование)             | Дата награждения                                               | За что награждена |
| ---------------------------------- | -------------------------------------------------------------- | --- |
| Почётное наименование «Горловская» | Приказ Верховного главнокомандующего от 8 сентября 1943 года   | в ознаменование одержанной победы за отличие в боях за овладение Донбассом |
| Орден Красного Знамени             | Указ Президиума Верховного Совета СССР от 23 октября 1943 года | за образцовое выполнение заданий командования на фронте борьбы с немецкими захватчиками и проявленные при этом доблесть и мужество                                                                                      |
| Орден Красного Знамени             | Указ Президиума Верховного Совета СССР от 24 мая 1944 года     | за образцовое выполнение заданий командования в боях за освобождение города Севастополя и проявленные при этом доблесть и мужество                                                                                      |
| Орден Суворова II степени          | Указ Президиума Верховного Совета СССР от 24 апреля 1944 года  | за образцовое выполнение боевых заданий командования при прорыве сильно укреплённой обороны противника на Перекопском перешейке и в озёрных дефиле на южном побережье Сиваша и проявленные при этом доблесть и мужество |

Награды частей дивизии:
- 366-й стрелковый ордена Суворова[16] полк,
- 550-й стрелковый ордена Кутузова[17] полк
- 690-й стрелковый ордена Кутузова[16] полк,
- 358-й артиллерийский ордена Кутузова[17] полк
- 233-й отдельный ордена Красной Звезды[17] батальон связи

## Отличившиеся воины дивизии
За время существования дивизии 41 военнослужащий были удостоены звания Героя Советского Союза, 1 звания Героя России, 19 полных кавалеров ордена Славы и один кавалер четырёх медалей «За отвагу».
Герои Советского Союза:
- Абдалиев, Каракозы, лейтенант, командир взвода 690-го стрелкового полка.
- Бабушкин, Роман Романович, гвардии старший лейтенант, заместитель командира батальона по строевой части 550-го стрелкового полка.
- Байбулатов, Ирбайхан Адылханович, старший лейтенант, командир батальона 690-го стрелкового полка.
- Волков, Семён Михайлович, старший лейтенант, командир стрелковой роты 366-го стрелкового полка.
- Головинский, Гай Петрович, младший сержант, командир отделения 690-го стрелкового полка.
- Горовой, Василий Стефанович, старший сержант, помощник командира взвода 550-го стрелкового полка.
- Зиндельс, Абрам Моисеевич, младший лейтенант, командир взвода 690-го стрелкового полка.
- Иванищев, Георгий Степанович, подполковник, командир 550-го стрелкового полка.
- Игнаткин, Фёдор Семёнович, сержант, командир отделения 366-го стрелкового полка.
- Ишкинин, Ишмай Иштубаевич, младший лейтенант, командир стрелкового взвода 550-го стрелкового полка.
- Казарцев, Александр Игнатьевич, генерал-майор, командир дивизии.
- Курасов, Василий Михайлович, сержант, сапёр сапёрного взвода 550-го стрелкового полка.
- Лапшин, Василий Фёдорович, лейтенант, командир взвода 366-го стрелкового полка[18].
- Максименко, Владимир Александрович, сержант, командир отделения роты автоматчиков 550-го стрелкового полка.
- Малыгин, Григорий Алексеевич, старший сержант, командир отделения 175-го отдельного сапёрного батальона.
- Мамонтов, Николай Иванович, майор, командир стрелкового батальона 366-го стрелкового полка.
- Матюх, Павел Иванович, красноармеец, помощник командира взвода 6-й стрелковой роты 366-го стрелкового полка.
- Меренков, Пётр Иванович, старшина, командир взвода 175-го отдельного сапёрного батальона.
- Мордвянников, Михаил Степанович, старший сержант, командир отделения 175-го отдельного сапёрного батальона.
- Народный герой Казахстана Несмиянов, Александр Александрович, майор, командир батальона 690-го стрелкового полка[19].
- Новиков, Сергей Трофимович, сержант, командир взвода роты автоматчиков 550-го стрелкового полка.
- Обухов, Анатолий Ефимович, старший лейтенант, командир роты 175-го отдельного сапёрного батальона.
- Полупанов, Владимир Константинович, красноармеец, командир отделения 175-го отдельного сапёрного батальона.
- Попов, Дмитрий Тимофеевич, капитан, командир стрелкового батальона 550-го стрелкового полка.
- Рыбников, Александр Ильич, капитан, командир 1-го стрелкового батальона 690-го стрелкового полка.
- Саламаха, Антон Михайлович, младший сержант, командир отделения 550-го стрелкового полка.
- Саркисов, Фёдор Исаевич, гвардии лейтенант, парторг 366-го стрелкового полка.
- Сидоров, Иван Прохорович, лейтенант, командир сапёрного взвода 175-го отдельного сапёрного батальона.
- Сопин, Илья Иванович, капитан, командир стрелкового батальона 366-го стрелкового полка.
- Сухов, Василий Арсентьевич, красноармеец, сапёр сапёрного взвода 690-го стрелкового полка.
- Сучков, Александр Тимофеевич, старшина, командир пулемётного расчёта 366-го стрелкового полка.
- Талах, Константин Яковлевич, младший сержант, командир отделения 690-го стрелкового полка.
- Ткаченко, Илья Иванович, старший лейтенант, командир штурмовой роты 550-го стрелкового полка.
- Филиппов, Александр Иванович, гвардии младший лейтенант, комсорг стрелкового батальона 550-го стрелкового полка.
- Фролов, Михаил Иванович, старший сержант, командир стрелкового отделения 3-го стрелкового батальона 690-го стрелкового полка.
- Хильчук, Василий Никифорович, младший сержант, наводчик 76-мм орудия 358-го артиллерийского полка.
- Черёмухин, Александр Евгеньевич, старшина, командир 76-мм орудия 1-й батареи 358-го артиллерийского полка.
- Чирков, Фёдор Тихонович, красноармеец, командир 1-й батареи 265-го отдельного истребительно-противотанкового дивизиона.
- Шубин, Алексей Петрович, старшина, командир 45-мм пушек 550-го стрелкового полка[20].

 Кавалеры ордена Славы 3-х степеней<:
366 стрелковый ордена Суворова полк:
- Артёмов, Григорий Григорьевич, сержант, разведчик.
- Зайцев, Николай Андреевич, старший сержант, командир отделения связи.
- Зерщиков, Корней Петрович, сержант, командир отделения взвода разведки.
- Потешкин, Иван Сергеевич, старшина, помощник командира разведывательного взвода.
- Шмея, Иван Степанович, младший сержант, разведчик взвода пешей разведки.

550 стрелковый полк:

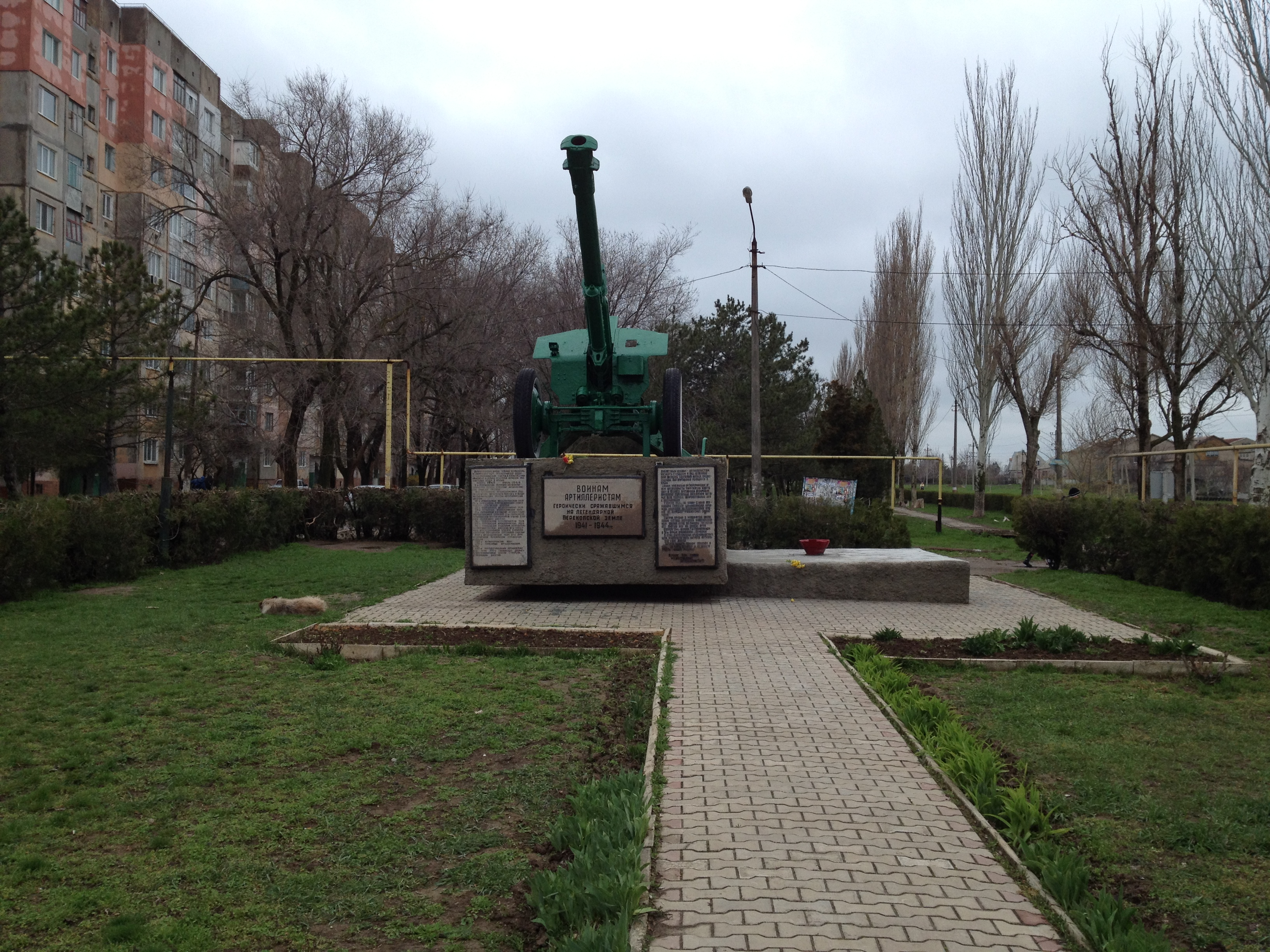
Памятный знак в честь воинов-артиллеристов (гаубица), Армянск Текст: Артиллерийская пушка-гаубица была установлена в г. Армянске в честь артиллерийских соединений, которые принимали участие в освобождении Армянска в период разгрома немецко-фашистских войск в Крыму (ноябрь 1943 — апрель 1944 гг.): … 492-й противотанковый артиллерийский полк 126-й Горловской дважды Краснознамённой ордена Суворова стрелковой дивизии…

- Памятный знак в честь воинов-артиллеристов (гаубица), Армянск  Объект культурного наследия народов РФ регионального значения. Рег. № 911710840110005 (ЕГРОКН) Текст: Артиллерийская пушка-гаубица была установлена в г. Армянске в честь артиллерийских соединений, которые принимали участие в освобождении Армянска в период разгрома немецко-фашистских войск в Крыму (ноябрь 1943 — апрель 1944 гг.): … 492-й противотанковый артиллерийский полк 126-й Горловской дважды Краснознамённой ордена Суворова стрелковой дивизии…Кожухарь, Евгений Илларионович, сержант, командир расчёта 120-мм миномёта.
- Коробейников, Николай Акимович, старшина, командир расчёта 45-мм пушки.
- Марушко, Прокофий Кузьмич, ефрейтор, сапёр.
- Мещеряков, Иван Егорович, рядовой, пулемётчик.
- Ольхов Василий Семёнович, сержант, командир отделения взвода пешей разведки.
- Петров, Василий Маркович, рядовой. стрелок.
- Стаценко, Лука Митрофанович, старший сержант, командир орудийного расчёта.
- Табаков, Александр Порфирьевич, сержант, командир миномётного расчёта батареи 120-мм миномётов.

690 стрелковый ордена Кутузова полк:
- Кирилин, Александр Алексеевич, старший сержант, командир отделения разведки.
- Мокроусов, Виталий Петрович, рядовой, разведчик.
- Цолан, Александр Филиппович, сержант, командир расчёта 45-мм орудия взвода противотанковых орудий 2 стрелкового батальона.

358 артиллерийский полк:
- Иванов, Анатолий Васильевич, сержант, командир орудийного расчёта.
- Ласюк, Анатолий Сидорович, старший сержант, командир отделения разведки управления 1 дивизиона.

175 отдельный сапёрный батальон:
- Перегудов, Николай Иванович, рядовой, сапёр.

## Память
- В 1986 году на пересечении улиц Гайдара и Магдесяна города Армянска, в честь воинов артиллеристов (в том числе 492-й противотанковый артиллерийский полк 126-й Горловской дважды Краснознамённой ордена Суворова стрелковой дивизии) героически сражавшихся на легендарной Перекопской земле в 1941—1944 гг., была установлена гаубица[22].

## Послевоенные находки
В 2005 году, в районе станции Абганерово поисковиками казачьего отряда «Стальное пламя» были найдены 20 блиндажей с останками советских офицеров. В расположенных в два ряда земляных укрытиях находились останки около 40 человек. Также были обнаружены солдатский медальон лейтенанта Рылова Георгия Александровича (ранее числившегося пропавшим без вести) и портфель с печатями и штампами Ворошиловской стрелковой дивизии (в/ч 4882).